# مدرسه مدیریت ردی
مدرسه مدیریت ردی (به انگلیسی: Rady School of Management) در دانشگاه کالیفرنیا، سن دیگو یک مدرسه کسب و کار است. و به ارائه رشته‌های تمام وقت و پاره وقت کارشناسی ارشد مدیریت بازرگانی (MBA)، رشتهٔ تمام وقت کارشناسی ارشد تأمین مالی، رشتهٔ تمام وقت کارشناسی ارشد علوم تجزیه و تحلیل کسب و کار، و کارشناسی ارشد حسابداری حرفه ای می‌پردازد. همچنین این دانشکده دوره‌های دکتری مرتبط با مدیریت (تحقیق در عملیات، کسب و کار، بازاریابی، مدیریت استراتژیک) را ارائه می‌کند. علاوه بر این، درسهای دوره کارشناسی شامل کسب و کار، حسابداری، زنجیره تأمین، کارآفرینی و نوآوری نیز در این دانشکده ارائه می‌شوند. مدرسه مدیریت ردی دومین مدرسه جوان حرفه ای در دانشگاه کالیفرنیا سن دیگو، یکی از برترین موسسات علمی جهان برای تحصیلات عالی و پژوهش در ایالات متحده است. این دانشگاه ۱۶ برنده ی جایزه نوبل (دانشکده‌های سابق و فعلی) دارد.
بنیان‌گذاران مدرسه مدیریت ردی به دنبال درخواست جامعهٔ اقتصادی و حرفه ای سن دیگو اقدام به تأسیس این مدرسه کردند.

## برنامه‌های کارشناسی ارشد
دوره MBA

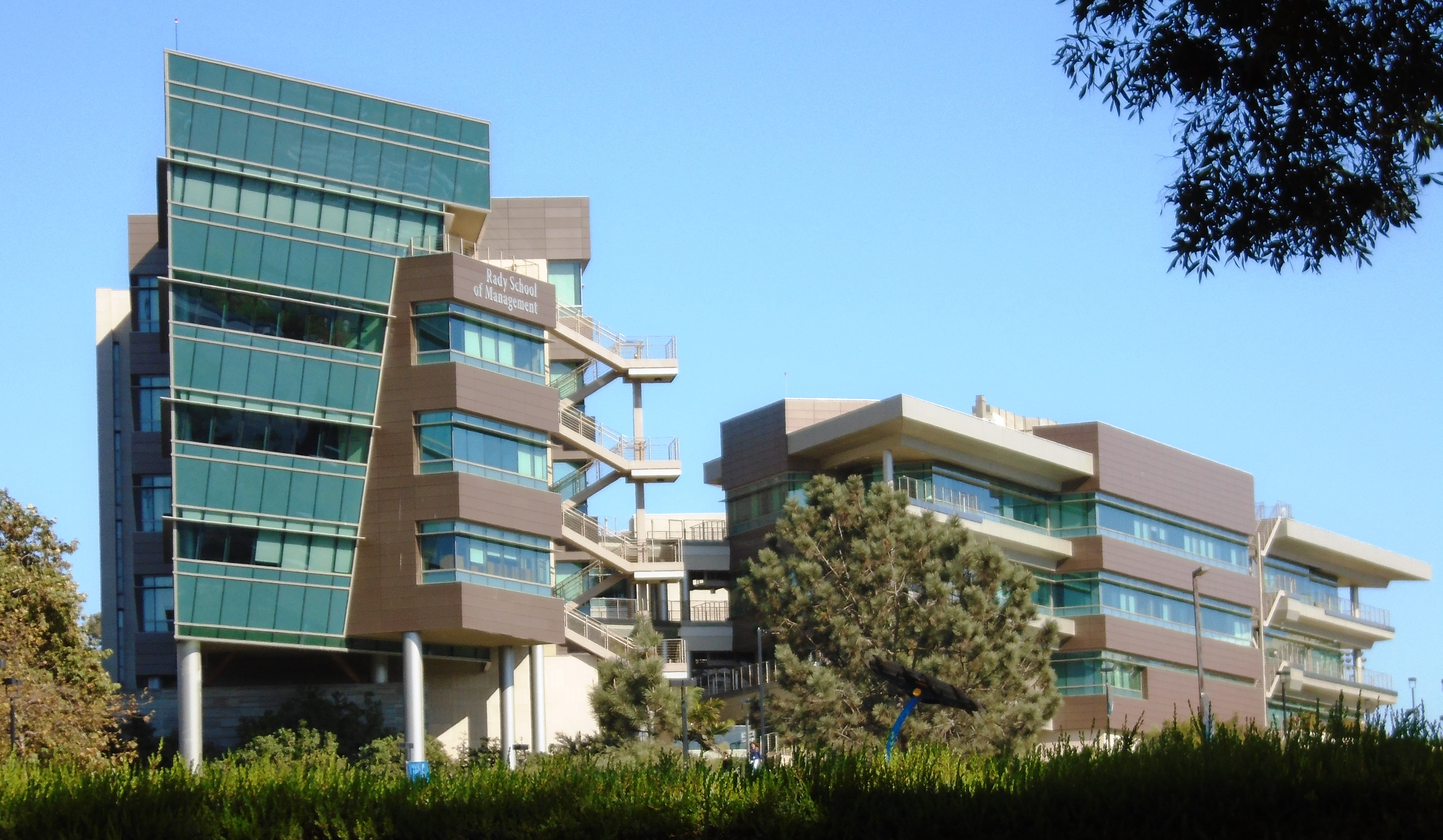
مدرسه ردی (تالار Wells Fargo در سمت چپ، تالار Otterson در سمت راست) آنطور که از موسسه Salk در نزدیکی دیده می‌شود

در مدرسه مدیریت ردی، دورهٔ MBA به دو صورت تمام وقت و پاره وقت(FlexMBA) ارائه می‌شود. رشتهٔ پاره وقت به نوبهٔ خود به دو شکل در طول هفته (FlexEvening) یا آخر هفته (FlexWeekend) ارائه می‌شود. این مدرسه با جامعه تجاری و دانشگاه UC San Diego همکاری‌های فراوانی دارد.

## فارغ التحصیلان مدرسه ردی
دانش آموزان و فارغ التحصیلان مدرسه ردی تأثیر چشمگیری در اقتصاد و نوآوری در سطح محلی، ملی و جهانی دارند. تا کنون بیش از ۱۸۰ شرکت فعال توسط دانشجویان و فارغ التحصیلان این دانشگاه راه اندازی شده‌است. تنها در یک سال، فارغ التحصیلان و دانش آموزان این مدرسه از طریق رویدادهای تأمین مالی، مشارکتها، ایجاد درآمد و IPO تأثیر تقریباً ۲ میلیارد دلاری در اقتصاد داشتند. فارغ التحصیلان 'intrapreneurs' این مدرسه بیش از ۱۰۰ محصول یا خدمات را در سازمان خود راه اندازی کرده‌اند.

## کارشناسی ارشد تأمین مالی(Master of Finance)
دورهٔ کارشناسی ارشد تأمین مالی در فوریهٔ ۲۰۱۴ در این دانشگاه به راه افتاد. این رشته به عنوان یکی از رشته‌های STEM محسوب می‌شود و طول مدت آن یک سال است.

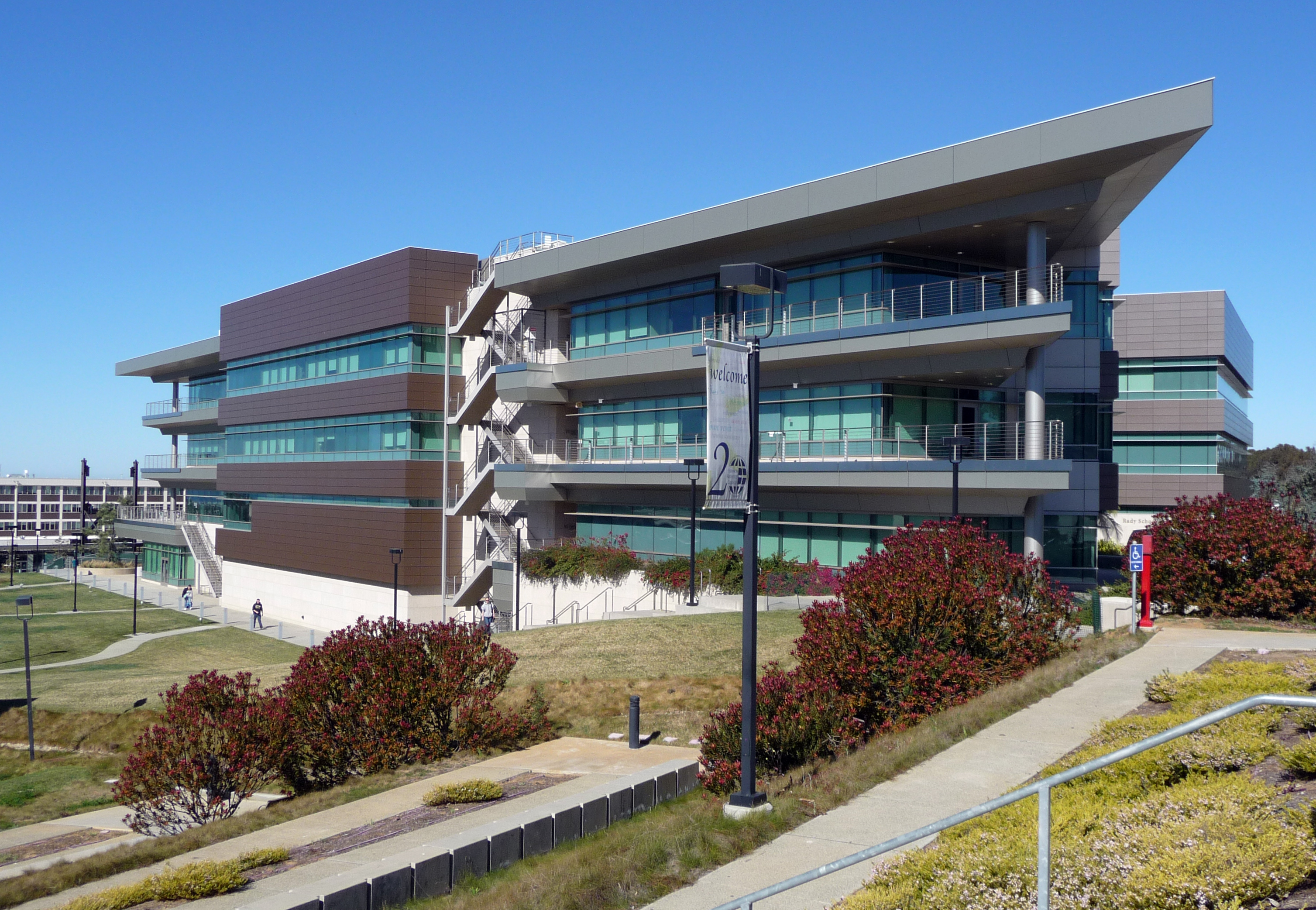
نمای جنوبی مدرسه مدیریت ردی

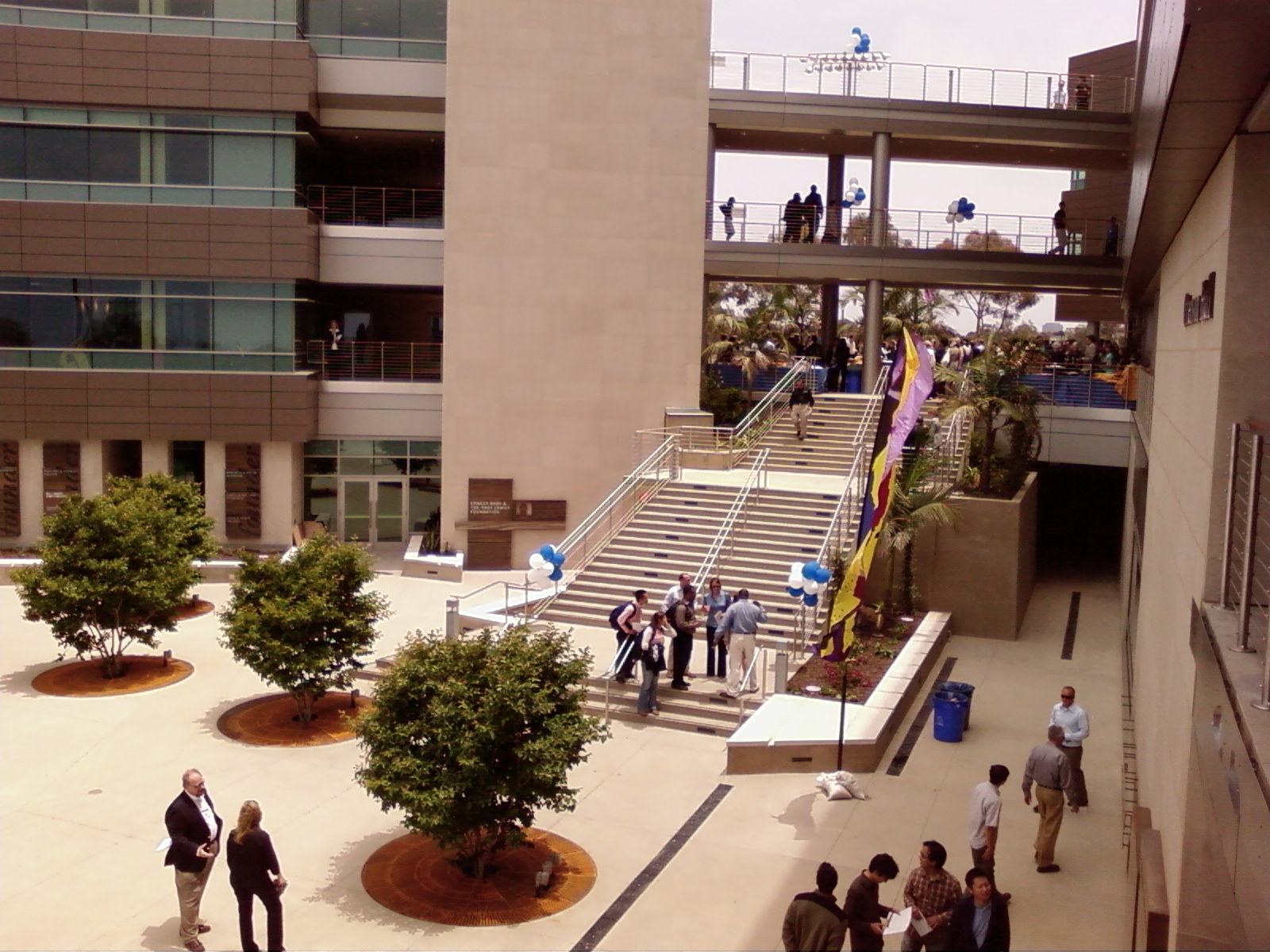
حیاط مرکزی مدرسه

کارشناسی ارشد علوم تجزیه و تحلیل کسب و کار(Master of Science in Business Analytics)
در ژوئیه سال ۲۰۱۵، مدرسه ردی اعلام کرد که یک دوره کارشناسی ارشد علوم تجزیه و تحلیل کسب و کار را ارائه می‌دهد که دورهٔ اول آن برای پاییز ۲۰۱۶ دانشجو گرفت. این رشته نیز یکی از برنامه ی‌های مشمول STEM در آمریکا محسوب می‌شود و طول مدت آن یک سال است.
با شروع پاییز ۲۰۲۱، مدرسه ردی دورهٔ پاره وقت این رشته را با نام FlexWeekend MSBA با هدف تسهیل دسترسی شاغلان تمام وقت به این رشته ارائه می‌دهد. دورهٔ مذکور مشابه همان برنامه درسی تمام وقت MSBA است با این تفاوت که در شنبه‌ها و یکشنبه‌های متناوب ارائه می‌شود و دانشجویان می‌توانند مدرک تحصیلی خود را در حدود ۱۷ ماه دریافت کنند.

## کارشناسی ارشد حسابداری حرفه ای(Master of Professional Accountancy)
دورهٔ کارشناسی ارشد حسابداری حرفه ای دانشکده مدیریت ردی نیز کی از رشته‌های STEM محسوب می‌شود و دانشجویان را برای طیف گسترده‌ای از فرصت‌های شغلی حسابداری آماده می‌کند که شامل شرکت‌های حسابداری عمومی، حسابداری شرکت‌ها و سازمان‌های غیرانتفاعی و دولتی است.

## سایر برنامه‌های مدرسه مدیریت ردی
کارشناسی
دانشجویان کارشناسی دانشگاه کالیفرنیا سن دیگو در سایر رشته‌ها می‌توانند با اخذ دروس در دانشکده مدیریت ردی، در زمینه‌های کسب و کار، حسابداری، کارآفرینی و نوآوری و زنجیره تأمین مدرک دوم (فرعی) دریافت کنند.
دکتری
مدرسهٔ مدیریت ردی در رشتهٔ مدیریت دکتری PhD ارائه می‌دهد.
MBA / Ph.D
دانشجویانی دکتری مشغول به تحصیل در مؤسسه اقیانوس‌شناسی اسکریپس این امکان را دارند که به صورت همزمان مدرک MBA را از مدرسه مدیریت ردی دریافت کند.

## هیئت عملی برجسته و ممتاز
هیئت علمی دانشکده ردی در سال ۲۰۱۵ توسط نشریهٔ معتبر Financial Times رتبهٔ ۱۴ در دنیا را به خود اختصاص داد. در ۲۰۱۴ مؤسسهٔ Bloomberg Businessweek این دانشکده را به عنوان رتبهٔ اول دنیا از لحاظ سرمایه فکری انتخاب کرد.

## محوطه دانشگاه

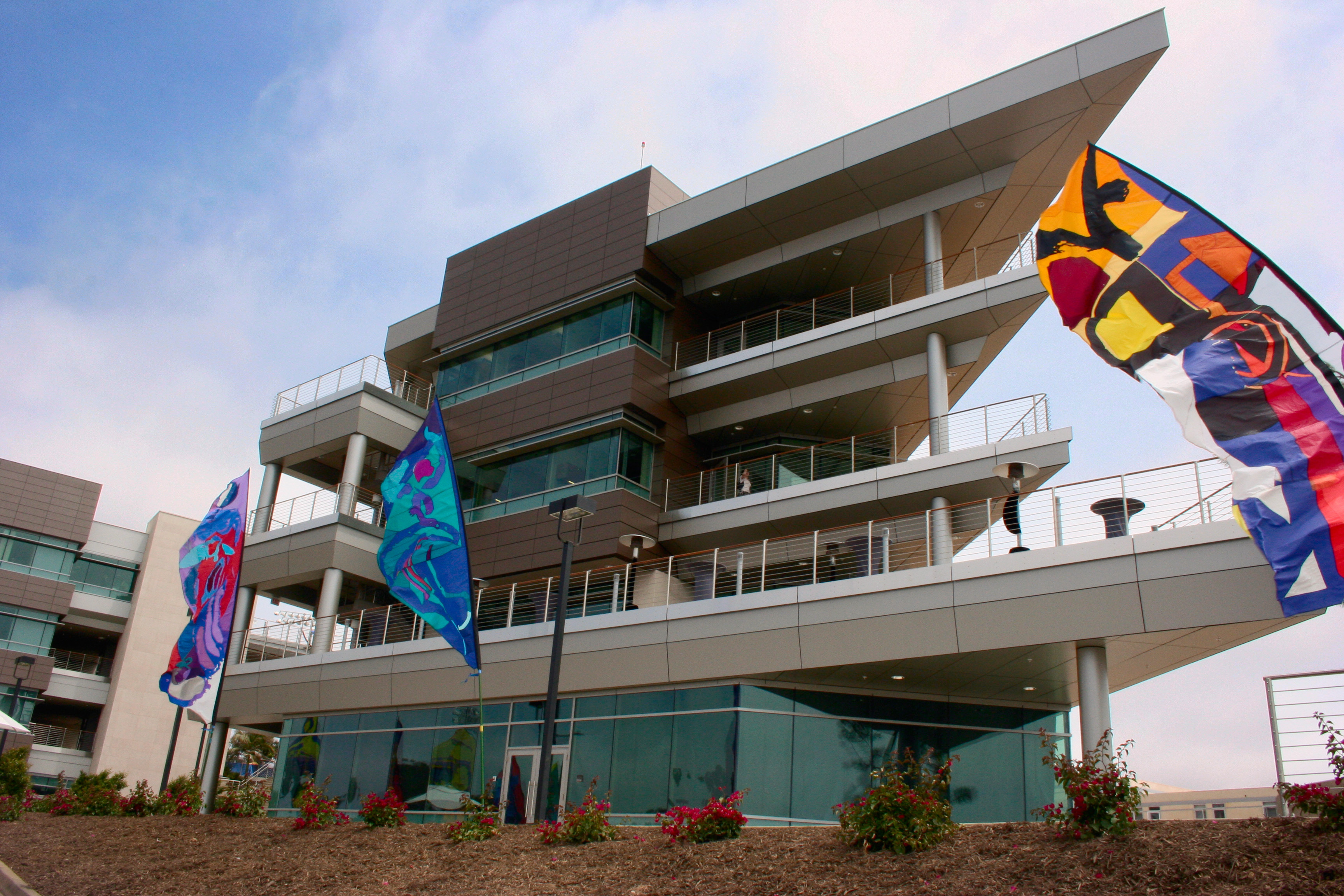
سالن اوترسون در مدرسه ردی

## مراکز و مؤسسات
مؤسسه بیستر(The Beyster Institute)
مؤسسه بیستر در دانشکده ردی با تمرکز بر آموزش و مشاوره در زمینه کارآفرینی و مالکیت کارکنان فعالیت می‌کند. مؤسسه بیستر در سال ۲۰۰۲ توسط دکتر جی. رابرت بیستر مؤسس شرکت بین‌المللی کاربردهای علمی بنا شد. این مؤسسه در سال ۲۰۰۴ به بخشی از مدرسه مدیریت ردی تبدیل شد.
مؤسسه نوآوری و توسعه کالیفرنیا(California Institute for Innovation and Development)
دانشکده مدیریت ردی محل مؤسسه نوآوری و توسعه کالیفرنیا (CIID) است. چندین برنامه درون CIID وجود دارد:
- صندوق سرمایه‌گذاری Rady: دانشجویان MBA ردی این فرصت را دارند که در Rady Venture Fund که یک صندوق سرمایه‌گذاری دانشجویی برای تأمین مالی شرکتهای نوپای محلی است، شرکت کنند. صندوق Rady Venture در سال ۲۰۱۰ راه اندازی شده و به دانشجویان تحصیلات تکمیلی امور مربوط به سرمایه‌گذاری و تجزیه و تحلیل سرمایه را می‌آموزد.[۶]
- StartR: در سال ۲۰۱۳ تأسیس شده و شتابدهندهٔ کسب و کار غیرانتفاعی است که هدفش پیشبرد موفقیت شرکتهاییست که توسط دانشمندان و فارغ التحصیلان Rady School و UC San Diego تأسیس شده‌اند. StartR یک برنامه شش‌ماهه رایگان است که به تیمهای نوپا با مشاوره، کارگاه‌های آموزشی، سمینارها، فضای کار، مشاوره با مدرسه مدیریت ردی و کارشناسان صنعت، ارتباط با منابع مالی و کانالی برای دسترسی به اجتماع بزرگتر سن دیگو ارائه می‌دهد.

مرکز نوآوری و اثر گذاری اجتماعی(Center for Social Innovation and Impact)
مرکز نوآوری و اثرگذاری اجتماعی با کمک کارول لازیر تأسیس شده که یک میلیون دلار اوقاف وی در راه اندازی این مرکز مورد استفاده قرار گرفته‌است.

## رتبه‌بندی‌ها
برنامه‌های MBA تمام وقت، FlexEvening (پاره وقت)، (FlexWeekend (EMBA، برنامه MFin و MSBA در مدرسه ردی توسط موسسات ایالات متحده و دیگر موسسات بین‌المللی رتبه‌بندی شده‌اند.
رتبه‌بندی‌های اخیر رشته MBA مدرسه مدیریت ردی از قرار زیر می‌باشد:
- ۲۴ ام در کارآفرینی در ایالات متحده[۷]
- ۳۶ ام در ایالات متحده برای برنامه‌های EMBA[۸]
- ۶۲ ام در ایالات متحده برای برنامه‌های MBA تمام وقت[۹]
- ۳۵ ام در ایالات متحده برای برنامه‌های MBA پاره وقت[۱۰]
- ۶۹ ام در ایالات متحده برای برنامه‌های MBA تمام وقت[۱۱]
- ۲۶ برای کارشناسی ارشد در برنامه‌های تجزیه و تحلیل کسب و کار[۱۲]
- ۶۵ برای برنامه‌های کارشناسی ارشد تأمین مالی[۱۳]